# Prins Hendrik Ende Desespereert Nimmer Combinatie Zwolle 2018-2019
Questa voce raccoglie le informazioni riguardanti il  Prins Hendrik Ende Desespereert Nimmer Combinatie Zwolle  nelle competizioni ufficiali della stagione 2018-2019.

## Stagione
La stagione del PEC Zwolle inizia con la sconfitta interna per 2-3 contro l'Heerenveen. Dopo tre sconfitte consecutive arriva la prima vittoria stagionale, per 1-0 in casa del Groningen. Il 26 settembre supera il primo turno di KNVB beker, battendo 1-0 lo Staphorst. Il 30 ottobre il PEC Zwolle supera anche il secondo turno di Coppa nazionale, battendo a domicilio 5-2 il De Graafschap anche grazie alle quattro reti di Zian Flemming.
Il 18 dicembre, in seguito alla sconfitta per 5-0 in Coppa d'Olanda contro l'AZ Alkmaar, la squadra viene eliminata dalla competizione e l'allenatore John van 't Schip rassegna le dimissioni. Il 21 dicembre si conclude il girone d'andata del PEC Zwolle con la sconfitta per 2-0 in casa del VVV-Venlo e la squadra impantanata in zona retrocessione.
Il 28 dicembre viene ufficializzato l'ingaggio dell'ex calciatore Jaap Stam come nuovo allenatore della squadra. Il 19 gennaio il PEC Zwolle torna alla vittoria casalinga, per 3-1 contro il Feyenoord, dopo dieci giornate. Il 15 maggio, col recupero della 33ª giornata, si conclude la stagione del PEC Zwolle che pareggia sul campo del NAC Breda per 0-0 e termina il campionato al tredicesimo posto.

## Maglie e sponsor
Lo sponsor ufficiale è Molecaten, mentre quello tecnico è Craft.
|  | Casa |  | Trasferta |  | Terza maglia |

## Rosa
Rosa tratta dal sito ufficiale.
| N. |                        | Ruolo | Calciatore                |
| -- | ---------------------- | ----- | ------------------------- |
| 1  | Paesi Bassi (bandiera) | P     | Diederik Boer             |
| 2  | Paesi Bassi (bandiera) | D     | Bram van Polen (capitano) |
| 3  | Finlandia (bandiera)   | D     | Thomas Lam                |
| 4  | Giappone (bandiera)    | D     | Yūta Nakayama             |
| 5  | Paesi Bassi (bandiera) | D     | Kenneth Paal              |
| 6  | Paesi Bassi (bandiera) | C     | Gustavo Hamer             |
| 7  | Paesi Bassi (bandiera) | A     | Vito van Crooij           |
| 8  | Paesi Bassi (bandiera) | C     | Clint Leemans             |
| 9  | Paesi Bassi (bandiera) | A     | Mike van Duinen           |
| 10 | Italia (bandiera)      | A     | Gianluca Scamacca         |
| 10 | Germania (bandiera)    | A     | Lennart Thy               |
| 13 | Italia (bandiera)      | D     | Alessandro Tripaldelli    |
| 14 | Paesi Bassi (bandiera) | C     | Zian Flemming             |
| 15 | Paesi Bassi (bandiera) | D     | Ruben Ligeon              |

| N. |                        | Ruolo | Calciatore          |
| -- | ---------------------- | ----- | ------------------- |
| 16 | Paesi Bassi (bandiera) | P     | Mickey van der Hart |
| 17 | Australia (bandiera)   | C     | Denis Genreau       |
| 18 | Paesi Bassi (bandiera) | D     | Dico Koppers        |
| 19 | Paesi Bassi (bandiera) | C     | Rick Dekker         |
| 20 | Paesi Bassi (bandiera) | A     | Kingsley Ehizibue   |
| 21 | Danimarca (bandiera)   | C     | Younes Namli        |
| 22 | Paesi Bassi (bandiera) | C     | Pelle Clement       |
| 23 | Australia (bandiera)   | P     | Dean Bouzanis       |
| 25 | Paesi Bassi (bandiera) | A     | Stanley Elbers      |
| 29 | Curaçao (bandiera)     | D     | Darryl Lachmann     |
| 33 | Paesi Bassi (bandiera) | D     | Sepp van den Berg   |
| 34 | Marocco (bandiera)     | C     | Ouasim Bouy         |
| 40 | Paesi Bassi (bandiera) | P     | Mike Hauptmeijer    |
| 49 | Paesi Bassi (bandiera) | C     | Thomas van den Belt |

## Risultati

### Eredivisie

#### Girone di andata
| Arbitro: | Higler |

|                                   |           |                             |
| van Duinen 28’ (rig.), 56’ (rig.) | Marcatori | 32’, 39’ Thorsby 43’ Zeneli |

| Arbitro: | van den Kerkhof |

|                             |           |  |
| van Overeem 26’ Klaiber 44’ | Marcatori |  |

| Arbitro: | Kuipers |

|                |           |                    |
| van Crooij 48’ | Marcatori | 41’, 90+3’ de Jong |

| Arbitro: | Kooij |

|  |           |                |
|  | Marcatori | 64’ van Crooij |

| Arbitro: | Bax |

|  |           |                 |
|  | Marcatori | 26’, 44’ Matavž |

| Arbitro: | Kuipers |

|  |           |            |
|  | Marcatori | 30’ Dekker |

| Arbitro: | Kamphuis |

|                     |           |                             |
| Idrissi 10’ Til 76’ | Marcatori | 36’ van Crooij 88’ Flemming |

| Arbitro: | van den Kerkhof |

|                        |           |  |
| van Duinen 23’ Lam 55’ | Marcatori |  |

| Arbitro: | Higler |

|                                       |           |  |
| Clasie 18’ Jørgensen 44’ Berghuis 73’ | Marcatori |  |

| Arbitro: | van de Graaf |

|                |           |            |
| van Duinen 73’ | Marcatori | 17’ Dalmau |

| Arbitro: | Bax |

|                                            |           |  |
| Stokkers 3’ Diemers 67’ (rig.), 86’ (rig.) | Marcatori |  |

| Arbitro: | Martens |

|                             |           |                                |
| van Crooij 62’ Flemming 81’ | Marcatori | 8’ Dankerlui 16’, 67’ Fran Sol |

| Arbitro: | Mulder |

|                    |           |                                        |
| Lam 7’ Leemans 18’ | Marcatori | 17’ (rig.), 24’ El Khayati 83’ Kuipers |

| Arbitro: | van den Kerkhof |

|  |           |                       |
|  | Marcatori | 14’ Leemans 75’ Namli |

| Arbitro: | Kamphuis |

|                   |           |                                                |
| Schøne 44’ (aut.) | Marcatori | 22’ Huntelaar 32’ de Jong 69’ Schøne 89’ Tadić |

| Zwolle 15 dicembre 2018, ore 18:30 CET 16ª giornata | PEC Zwolle | 0 – 0 referto | NAC Breda | MAC³PARK Stadion (13 242 spett.)\| Arbitro: \| van Boekel \| |
| Arbitro:                                            | van Boekel |               |           |                                                              |

| Arbitro: | Kooij |

|                              |           |  |
| Sušić 28’ (rig.) Joosten 66’ | Marcatori |  |

#### Girone di ritorno
| Arbitro: | van Boekel |

|                                        |           |                |
| van Polen 30’ van Crooij 56’ Namli 76’ | Marcatori | 34’ van Persie |

| Arbitro: | Lindhout |

|  |           |                        |
|  | Marcatori | 16’ van Duinen 55’ Thy |

| Arbitro: | Kuipers |

|                                                     |           |                                         |
| van Crooij 25’ Lam 80’ van Duinen 90’ (rig.), 90+3’ | Marcatori | 7’ Gustafson 59’ Letschert 75’ Bahebeck |

| Arbitro: | Makkelie |

|          |           |           |
| Vlap 30’ | Marcatori | 45+1’ Lam |

| Arbitro: | Kooij |

|             |           |  |
| Troupée 45’ | Marcatori |  |

| Arbitro: | Martens |

|  |           |                                          |
|  | Marcatori | 36’ (aut.) Lam 64’ Benschop 80’ Burgzorg |

| Arbitro: | Lindhout |

|                     |           |                |
| Tadić 32’ Blind 85’ | Marcatori | 79’ van Crooij |

| Zwolle 10 marzo 2019, ore 12:15 CET 25ª giornata | PEC Zwolle | 0 – 0 referto | AZ Alkmaar | MAC³PARK Stadion (13 954 spett.)\| Arbitro: \| Makkelie \| |
| Arbitro:                                         | Makkelie   |               |            |                                                            |

| Arbitro: | Mulder |

|  |           |                        |
|  | Marcatori | 82’ Ehizibue 84’ Namli |

| Arbitro: | Kamphuis |

|                            |           |  |
| van Crooij 3’ Thy 45’, 90’ | Marcatori |  |

| Arbitro: | van Boekel |

|                                           |           |  |
| de Jong 24’, 76’ Bergwijn 62’ Malen 90+2’ | Marcatori |  |

| Arbitro: | Higler |

|                                                      |           |  |
| van Crooij 33’ Namli 50’ Thy 53’, 64’ van Duinen 61’ | Marcatori |  |

| Arbitro: | Dieperink |

|                        |           |  |
| Dankerlui 38’ Isak 60’ | Marcatori |  |

| Arbitro: | Kuipers |

|                                |           |         |
| Linssen 9’, 47’, 77’ Dauda 73’ | Marcatori | 23’ Thy |

| Arbitro: | van den Kerkhof |

|                            |           |                         |
| Thy 47’, 81’ van Polen 75’ | Marcatori | 20’ Sierhuis 55’ Gladon |

| Breda 15 maggio 2019, ore 19:30 CEST 33ª giornata | NAC Breda | 0 – 0 referto | PEC Zwolle | Stadio Rat Verlegh (14 216 spett.)\| Arbitro: \| Kamphuis \| |
| Arbitro:                                          | Kamphuis  |               |            |                                                              |

| Arbitro: | van der Eijk |

|                    |           |                                    |
| Thy 43’ Elbers 85’ | Marcatori | 54’, 57’, 74’ Mlapa 65’ van Ooijen |

### Coppa d'Olanda
| Arbitro: | Nijhuis |

|  |           |               |
|  | Marcatori | 8’ van Crooij |

| Arbitro: | Nijhuis |

|                    |           |                                            |
| Vet 53’ Bakker 63’ | Marcatori | 13’, 24’, 44’, 71’ Flemming 56’ van Duinen |

| Arbitro: | Higler |

|                                                    |           |  |
| Idrissi 10’, 18’ Til 26’ Seuntjens 48’ Midtsjø 50’ | Marcatori |  |

## Statistiche

### Statistiche di squadra
| Competizione | Punti | In casa | In casa | In casa | In casa | In casa | In casa | In trasferta | In trasferta | In trasferta | In trasferta | In trasferta | In trasferta | Totale | Totale | Totale | Totale | Totale | Totale | DR  |
| Competizione | Punti | G       | V       | N       | P       | Gf      | Gs      | G            | V            | N            | P            | Gf           | Gs           | G      | V      | N      | P      | Gf     | Gs     | DR  |
| ------------ | ----- | ------- | ------- | ------- | ------- | ------- | ------- | ------------ | ------------ | ------------ | ------------ | ------------ | ------------ | ------ | ------ | ------ | ------ | ------ | ------ | --- |
| Eredivisie   | 39    | 17      | 6       | 3       | 8       | 31      | 30      | 17           | 5            | 3            | 9            | 13           | 26           | 34     | 11     | 6      | 17     | 44     | 57     | -13 |
| KNVB Beker   | -     | 0       | 0       | 0       | 0       | 0       | 0       | 3            | 2            | 0            | 1            | 6            | 7            | 3      | 2      | 0      | 1      | 6      | 7      | -1  |
| Totale       | 39    | 17      | 6       | 3       | 8       | 31      | 30      | 20           | 7            | 3            | 10           | 19           | 33           | 37     | 13     | 6      | 18     | 50     | 64     | -14 |

### Andamento in campionato
| Giornata  | 1  | 2  | 3  | 4  | 5  | 6  | 7  | 8  | 9  | 10 | 11 | 12 | 13 | 14 | 15 | 16 | 17 | 18 | 19 | 20 | 21 | 22 | 23 | 24 | 25 | 26 | 27 | 28 | 29 | 30 | 31 | 32 | 33 | 34 |
| --------- | -- | -- | -- | -- | -- | -- | -- | -- | -- | -- | -- | -- | -- | -- | -- | -- | -- | -- | -- | -- | -- | -- | -- | -- | -- | -- | -- | -- | -- | -- | -- | -- | -- | -- |
| Luogo     | C  | T  | C  | T  | C  | T  | T  | C  | T  | C  | T  | C  | C  | T  | C  | C  | T  | C  | T  | C  | T  | T  | C  | T  | C  | T  | C  | T  | C  | T  | T  | C  | T  | C  |
| Risultato | P  | P  | P  | V  | P  | V  | N  | V  | P  | N  | P  | P  | P  | V  | P  | N  | P  | V  | V  | V  | N  | P  | P  | P  | N  | V  | V  | P  | V  | P  | P  | V  | N  | P  |
| Posizione | 12 | 17 | 18 | 15 | 16 | 14 | 12 | 10 | 14 | 12 | 13 | 15 | 15 | 14 | 15 | 15 | 16 | 14 | 12 | 10 | 11 | 13 | 15 | 14 | 13 | 12 | 12 | 12 | 11 | 12 | 13 | 12 | 13 | 13 |

Legenda:

Luogo: C = Casa; T = Trasferta. Risultato: V = Vittoria; N = Pareggio; P = Sconfitta.